# Acsmithia elliptica
Acsmithia elliptica là một loài thực vật có hoa trong họ Cunoniaceae. Loài này được (Vieill. ex Pamp.) Hoogland mô tả khoa học đầu tiên năm 1979.